# Communauté de communes de la Région d’Arcis-sur-Aube
Die Communauté de communes de la Région d’Arcis-sur-Aube war ein französischer Gemeindeverband mit der Rechtsform einer Communauté de communes im Département Aube in der Region Grand Est. Sie wurde am 23. Dezember 1993 gegründet und umfasste 17 Gemeinden. Der Verwaltungssitz befand sich im Ort Arcis-sur-Aube.

## Historische Entwicklung
Am 1. Januar 2017 wurde der Gemeindeverband mit den Communautés de communes Nord de l’Aube und Région de Ramerupt zur neuen Communauté de communes d’Arcis, Mailly, Ramerupt zusammengeschlossen.

## Ehemalige Mitgliedsgemeinden
1. Arcis-sur-Aube
2. Champigny-sur-Aube
3. Dosnon
4. Grandville
5. Le Chêne
6. Lhuître
7. Mesnil-la-Comtesse
8. Nozay
9. Ormes
10. Pouan-les-Vallées
11. Saint-Étienne-sous-Barbuise
12. Saint-Nabord-sur-Aube
13. Saint-Remy-sous-Barbuise
14. Torcy-le-Grand
15. Torcy-le-Petit
16. Villette-sur-Aube
17. Voué